# مارینا العلمین
مارینا العلمین (به عربی: مارینا العلمین) یک منطقهٔ مسکونی در مصر است که در استان مطروح واقع شده‌است.